# 大學博物館
大學博物館是由大學經營的博物館，通常設立的目的是為了要輔助大學的教學或研究。列表如下。

## 美洲

### 美国

#### 康乃爾大學Cornell University
- 赫伯特·F·约翰逊艺术博物馆

#### 哈佛大學
- 卡本特視覺藝術中心（Carpenter Center for the Visual Arts）：由著名建築師勒·柯布西耶設計；現為大學電影及藝術部的資料庫。
- 哈佛藝術博物館（Harvard Art Museums），包括：

亚瑟·M·萨克勒画廊（Arthur M. Sackler Museum），內藏亞洲藝術品
布希雷辛格博物館（Busch-Reisinger Museum），內藏中歐及北歐藝術品
佛格藝術館（Fogg Museum of Art），內藏西方中世紀至今（特別是意大利文藝復興、英國前拉斐爾派及十九世紀法國）的藝術品。
史特勞斯保存中心（Straus Center for Conservation）
- 哈佛自然科學歷史博物館（Harvard Museum of Natural History）

哈佛大學植物標本館（Harvard University Herbaria）
礦物與地理博物館（Mineralogical & Geological Museum）
比較動物學博物館（Museum of Comparative Zoology）
- 阿諾德植物園（Arnold Arboretum）
- 科學歷史典藏（Collection of Historical Scientific Instruments）
- 哈佛林之費雪博物館（Fisher Museum at the Harvard Forest）
- 畢巴底考古與民族博物館（Peabody Museum of Archaeology and Ethnology）
- 閃族博物館（Semitic Museum）
- 華倫解剖學博物館（Warren Anatomical Museum）

#### 普林斯頓大學Princeton University
- 普林斯頓大學美術館（Princeton University Art Museum）

#### 賓州大學University of Pennsylvania
- 賓州大學考古與人類博物館（University of Pennsylvania Museum of Archaeology and Anthropology （页面存档备份，存于））

#### 耶魯大學Yale University
- 耶魯大學美術館（Yale University Art Gallery）
- 耶魯英國藝術中心（Yale Center for British Art）
- 畢巴底自然歷史博物館（Peabody Museum of Natural History）
- 樂器典藏（Collection of Musical Instruments）

#### 加州大學柏克萊分校University of California, Berkeley
- 赫斯特人類學博物館（Phoebe A. Hearst Museum of Anthropology （页面存档备份，存于））
- 柏克萊美術館暨太平洋電影資料庫（Berkeley Art Museum and Pacific Film Archive, BAM/PFA （页面存档备份，存于））
- 柏克萊自然歷史博物館（Berkeley Natural History Museum （页面存档备份，存于））
- 艾斯格昆蟲博物館（Essig Museum of Entomology （页面存档备份，存于））
- 加州大學古生物學博物館（University of California Museum of Paleontology （页面存档备份，存于））
- 脊椎動物博物館（Museum of Vertebrate Zoology （页面存档备份，存于））

#### 史丹福大學Stanford University
- 坎特藝術中心（Cantor Arts Center （页面存档备份，存于））

#### 德州理工大學Texas Tech University
- 德州理工大學博物館（Museum of Texas Tech University （页面存档备份，存于））

#### 阿拉斯加大學University of Alaska
- 北方博物館（Museum of the North （页面存档备份，存于））

### 加拿大

#### 英屬哥倫比亞大學University of British Columbia
- 人類學博物館（Museum of Anthropology）
- 植物園與樹木研究中心（Botanical Garden and Centre for Plant Research）

## 欧洲

### 英国

#### 牛津大學Oxford University
- 艾許莫林藝術與考古博物館（Ashmolean Museum of Art and Archaeology）
- 大學自然歷史博物館（University Museum of Natural History）
- 畢茲瑞佛斯博物館（Pitt Rivers Museum）
- 科學歷史博物館（Museum of the History of Science）
- 貝特樂器典藏（Bate Collection of Musical Instruments）
- 牛津大學植物園（University of Oxford Botanic Garden）
- 哈克特樹園（Harcourt Arboretum）
- 基督城相片館（Christ Church Picture Gallery）

#### 劍橋大學Cambridge University
- 費茲威廉博物館（Fitzwilliam Museum）
- 茶壺院（Kettle's Yard）
- 考古與人類博物館（Museum of Archaeology and Anthropology）
- 動物學博物館（Museum of Zoology）
- 古典考古博物館（Museum of Classical Archaeology）
- 惠普科學歷史博物館（Whipple Museum of the History of Science）
- 塞德威克地球科學博物館（The Sedgwick Museum of Earth Sciences）
- 史考特北極研究所（Scott Polar Research Institute）
- 植物園（Botanic Garden）

#### 曼徹斯特大學Manchester University
- 曼徹斯特博物館（The Manchester Museum（页面存档备份，存于））

#### 愛丁堡大學University of Edinburgh
- 自然歷史典藏（Natural History Collections）

### 丹麦

#### 哥本哈根大学Københavns Universitiet
- 哥本哈根大学植物园（[en:University of Copenhagen Botanical Garden]Botanic Garden）
- 动物学博物馆（Zoological Museum）
- 地质博物馆（Geological Museum）

## 亞洲

### 中华人民共和国

#### 清華大學
清華大學藝術博物館

#### 北京大学
- 北京大学赛克勒考古与艺术博物馆

#### 中山大学
- 中山大学博物馆

#### 上海交通大学
- 上海交通大学校史博物馆
- 董浩云航运博物馆

#### 上海中医药大学
- 上海中医药博物馆

#### 北京印刷学院
- 中国印刷博物馆

#### 中南民族大学
- 中南民族大学民族学博物馆

#### 中国地质大学
- 中国地质大学逸夫博物馆

#### 山东大学
- 山东大学博物馆

#### 香港大學
- 香港大學美術博物館
- 香港大學許士芬地質博物館

#### 香港中文大學
- 香港中文大學文物館

#### 香港浸會大學
- 香港浸會大學孔憲紹博士伉儷中醫藥博物館

### 中華民國（臺灣）

#### 國立臺灣大學
- 臺灣大學博物館群 （页面存档备份，存于），包含：校史館、人類學博物館、地質標本館、物理文物廳、昆蟲標本室、農業陳列館、植物標本館、動物博物館、檔案展示室、醫學人文博物館。

#### 國立成功大學
- 大學博物館 （页面存档备份，存于）

#### 國立中央大學
- 崑曲博物館

#### 淡江大學
- 海事博物館

#### 中國文化大學
- 華岡博物館

#### 國立臺南大學
- 柏楊文物館

#### 國立臺北藝術大學
- 關渡美術館

#### 國立臺灣藝術大學
- 有章藝術博物館

#### 國立臺灣師範大學
- 師大美術館

#### 國立臺北教育大學
- 北師美術館

#### 建國科技大學
- 建國科技大學美術館

#### 亞洲大學
- 現代美術館

## 外部連結
- 國際博物館協會大學與博物館典藏專業委員會（ICOM-UMAC） （页面存档备份，存于）
- 英國大學博物館聯盟（UMG） （页面存档备份，存于）
- 美國大專院校博物館協會（ACUMG） （页面存档备份，存于）